# Botkins

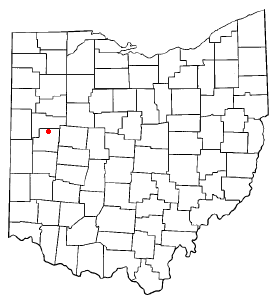
Botkins na planie stanu Ohio

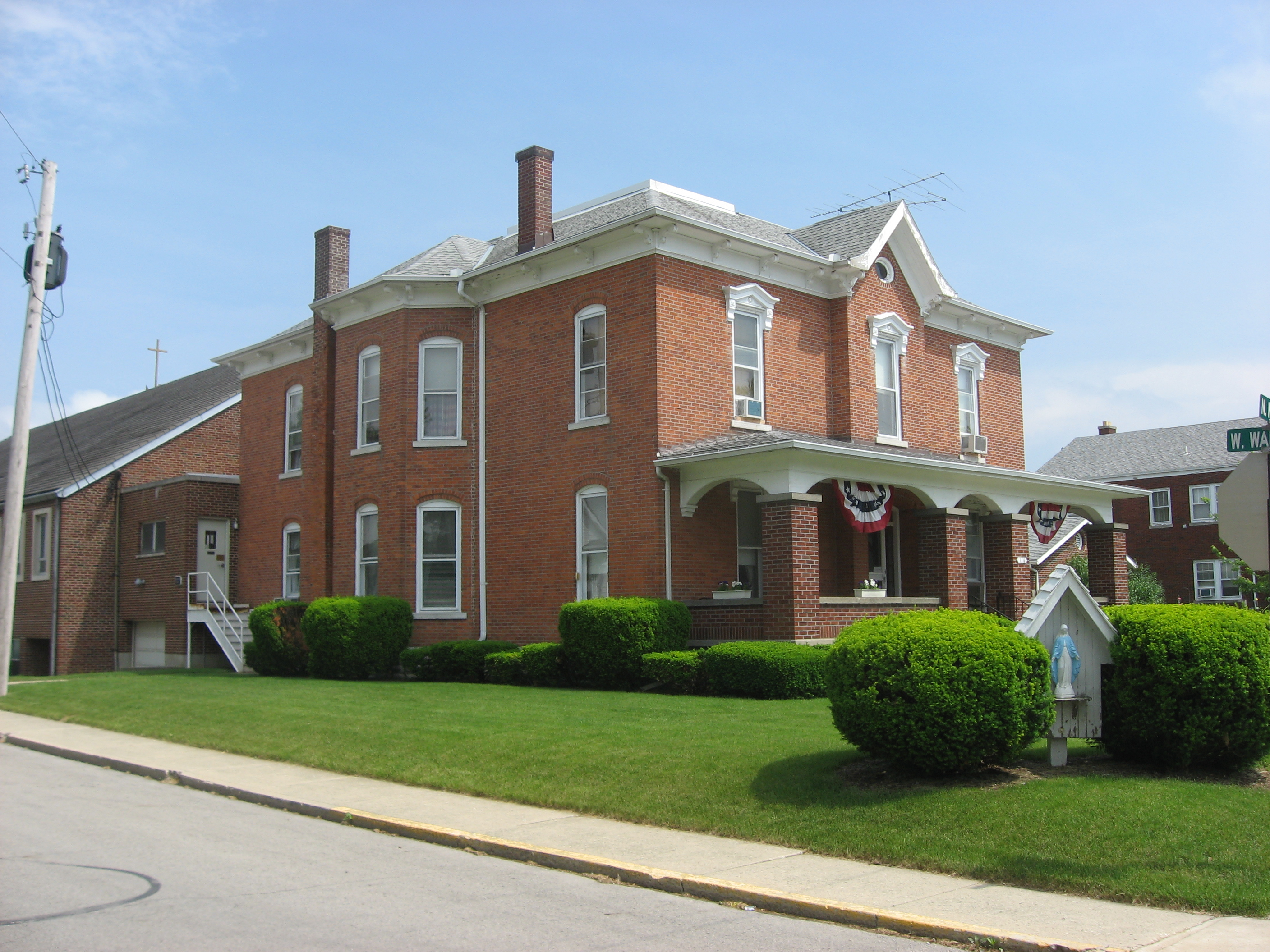
Botkins - plebania i kościół katolicki

Botkins – wieś w USA, w stanie Ohio, w hrabstwie Shelby. Aktualnie (2014) burmistrzem wsi jest Steve Woodruff.
W roku 2010, 25,4% mieszkańców było w wieku poniżej 18 lat, 7,6% było w wieku od 18 do 24 lat, 25,6% miało od 25 do 44 lat, 28,3% miało od 45 do 64 lat, 13,2% było w wieku 65 lat lub starszych. We wsi było 49,6% mężczyzn i 50,4% kobiet.
Liczba mieszkańców w 2010 roku wynosiła 1 155, a w 2012 wynosiła 1150.